# إيمانويل لازاريني
إيمانويل لازاريني (بالإسبانية: Emanuel Lazzarini)‏ هو لاعب كرة قدم أرجنتيني في مركز الهجوم، ولد في 20 يناير 1987 في كاسيلدا ‏ في الأرجنتين. لعب مع أتلتيكو أتلانتا ونيولز أولد بويز.

## وصلات خارجية
- إيمانويل لازاريني على موقع قاعدة بيانات كرة القدم.إي يو (الإنجليزية)
- إيمانويل لازاريني على موقع Soccerway.com (الإنجليزية)